# Ivan Roubal
Ivan Roubal (12. května 1951, Praha – 29. června 2015, věznice Karviná) byl český sériový vrah, který byl odsouzen za pět vražd. Nejspíš byl pachatelem ještě dalších 3 vražd, souzen pro ně ale nebyl, neboť se nenašla těla a už byl odsouzen k nejpřísnějšímu trestu – doživotí.

## Životopis

### Mládí
Ivan Roubal vystudoval zemědělskou školu a v roce 1970 získal maturitu. Pracoval u ČSD jako pomocník strojvůdce, vlakový průvodčí, topič v kotelně, dřevorubec a zootechnik. V roce 1973 se oženil, roku 1974 se mu narodil syn Martin, který v roce 2012 zahynul při autonehodě. Orlickým vrahům obstarával louh.
Koncem 80. let 20. století krátce působil v náboženské společnosti Svědků Jehovových. Nenaplňovala však jeho očekávání, takže ji ještě před revolucí opustil a začal se věnovat mystice a okultismu. Svá náboženská angažmá následně rozšířil o příklon ke katolické církvi. Později při vyšetřování svých zločinů se totiž dožadoval svědectví kardinála Miloslava Vlka a arciopata břevnovského kláštera Anastáze Opaska.

### Vraždy
V roce 1991 si Roubal najal u Čachrova usedlost s názvem Pohádka (dříve Christelhof). Tam choval slepice a prasata. Seznámil se zde s Františkem Heppnerem, který si zde chtěl postavit vodní pilu. V prosinci 1991 však Heppner s jeho ruskou přítelkyní Natašou zmizeli. Roubal jejich zmizení odůvodnil jejich odjezdem do Německa. Na tom by nebylo nic podezřelého, kdyby nezačal používat jejich vozidlo a rozprodávat jejich nábytek. Navíc jednomu ze svých synů měl údajně říci, že oba lidi zabil a nechal sežrat prasaty. Syn to však u soudu popřel. Z jejich vražd proto soud obžalovaného později zprostil viny s tím, že pokud nebudou nalezena těla pohřešovaných, nelze vyloučit, že tito lidé žijí.
Dne 26. července 1992 zmizel taxikář Vladimír Strnad. Naposledy byl viděn s Roubalem, oba odjížděli z Prahy a každý řídil jedno auto. Těla se Roubal zbavil tak, že je odvezl do Zákup a hodil do septiku domu v Božíkově, od něhož měl klíče, protože ho pomáhal stavět. Následující den Roubal začal obě auta užívat. Tělo oběti bylo nalezeno 25. května 1993 v tak pokročilém stadiu rozkladu, že nebylo možné zjistit příčinu úmrtí.
Dne 10. prosince 1992 zmizel prodavač bižuterie Václav Horký. Po jeho zmizení začal Roubal používat Horkého vozidlo a pokusil se prodat jeho dům. Dodnes nebyl Horký vypátrán. V roce 1995 prohlásil soud Horkého za mrtvého.
Dne 26. května 1993 se Roubal seznámil přes inzerát s Josefem Suchánkem. Toho zabil a tělo vhodil do Horusického rybníka u Veselí nad Lužnicí. Poté byl vykraden jeho byt. Tělo se našlo až 3. října téhož roku při vypouštění rybníka.
Dne 12. listopadu 1993 byl ve svém bytě ve Vratimovské ulici v pražských Letňanech nalezen mrtvý Václav Dlouhý, který se živil prodejem pornofilmů. Byl svázán do kozelce a kolem krku měl utaženou smyčku. Byt byl opět vykraden. Roubal se později hájil tím, že Dlouhý se uškrtil sám při sadomasochistických praktikách.
Dne 8. března 1994 provedl Roubal poslední vraždy. Večer přišel do kanceláře autopůjčovny ZAPAP, která se nacházela v suterénu domu Pod Zvonařkou 2238/4, Praha 2, kde spoutal majitele firmy Petra Kudrnu, Petera Magdolena a náhodného návštěvníka taxikáře Jiřího Semeráda. Všechny svázal do kozelce a nohy jim přivázal kolem krku. Kancelář poté vykradl a zmizel. Kudrna a Magdolen se vahou vlastních nohou uškrtili, Semerádovi se však podařilo ze spoutání vyprostit a zavolat policii. 30. března byl Roubal zatčen.

### Odsouzení
Soud začal v roce 1996. Provázelo ho mnoho skandálů. Jedním z nich bylo, že soudce Jiří Horký zapomněl Roubalovi prodloužit vazbu a ten musel být 30. září 1997 z vazební věznice propuštěn. Chybu Horkého napravili policisté, kteří Roubala ještě před vraty věznice a za účasti televizních kamer zatkli pro podezření z jiné trestné činnosti (vyhrožování smrtí svědkům, příslušníkům vězeňské služby i státnímu zástupci). Kromě toho existovalo důvodné podezření, že Roubal uprchne do Švýcarska (měl zde podanou žádost o azyl). Za pochybení byl později soudce kárným senátem vrchního soudu potrestán dvacetiprocentním snížením platu. Roku 1998 byl Roubal od obvinění z vražd zproštěn a odsouzen na pět let vězení za loupež v autopůjčovně ZAPAP. Přeživší Semerád totiž nedokázal s jistotou určit, zda je vrahem právě Roubal.
Konec soudního jednání byl provázen rozsáhlým bezpečnostním opatřením. Krátce před vynesením rozsudku nad Roubalem totiž došlo ve stejné soudní budově k únosu dvou obžalovaných přímo ze soudní síně za použití střelných zbraní. Při závěrečné řeči státní zástupkyně, která žádala pro Roubala doživotí, oznámil anonym, že v soudní budově je výbušnina. Budova byla vyklizena a prohledána. Teprve po hodině a půl se v jednání mohlo pokračovat.
Roubal během procesu několikrát obvinil policii a justici ze spiknutí a dokonce předal soudcům kopii dopisu adresovaného prezidentu Havlovi, v němž dal podnět k trestnímu stíhání tehdejší ministryně spravedlnosti Vlasty Parkanové.
| „             | Paní Parkanová je hlavní organizátorkou spiknutí proti mně a podle mého názoru se spolu s dalšími neznámými pachateli dopustila trestného činu zločinného spolčení... | “ |
| — Ivan Roubal | |   |

Roubal sám sebe označoval za „doživotního vězně Havlova svědomí“ a také se tak ve stovkách stížností podepisoval. Taktéž se dožadoval, aby soud vyslechl v jeho věci kardinála Miloslava Vlka a arciopata břevnovského kláštera Anastáze Opaska. Soud jeho návrh zamítl, protože žádný z těchto církevních hodnostářů nemohl k věci nic podstatného uvést.
Roubal jakoukoli vinu popíral, soud ho však zprvu uznal vinným z vražd Petra Kudrny a Petera Magdolena, za což byl roku 1999 odsouzen na 22 let vězení. Posléze byl obviněn z vražd Josefa Suchánka, Vladimíra Strnada a Václava Dlouhého a roku 2000 byl odsouzen na doživotí. Za vraždy Františka Heppnera, jeho ruské přítelkyně a Václava Horkého souzen nebyl, jelikož jejich těla se nikdy nenašla, a kdyby se ještě někdy našla, na výši trestu by to nic nezměnilo.
Roubal si pobyt ve vězení zpestřoval neustálými stížnostmi. V roce 2010 žaloval pojišťovnu VZP za to, že mu odmítla poskytnout samonosné punčochy na křečové žíly. Obvinil rovněž vězeňskou službu, která podle něj nesprávným léčením zhoršila jeho zdravotní stav. Po každé žalované straně požadoval 200 tisíc korun jako odškodnění. Také podal žalobu na ministerstvo spravedlnosti, že mu vězeňská služba neoprávněně uložila pětidenní izolaci, údajně mu byly znemožňovány vycházky a nebylo umožněno získat zaměstnání, kterým by si mohl vydělat peníze na speciální zdravotnické pomůcky. Jeho stížnosti byly v listopadu 2012 zamítnuty.
Počtem provedených vražd zaujal Roubal jedno z předních míst sériových vrahů v ČR. Psychiatři zjistili, že Roubalovo IQ má hodnotu 112, tedy lehký nadprůměr.
Zemřel 29. června 2015 ve Věznici Karviná. 

## Odraz v kultuře
V roce 2021 byla natočena televizní minisérie Případ Roubal, která je inspirována skutečnými událostmi a činy Ivana Roubala. V režii Terezy Kopáčové ho hraje Hynek Čermák.
V roce 2017 byl o něm natočen díl v televizním seriálu 